# 木下俊泰
木下 俊泰（きのした としやす）は、豊後国日出藩9代藩主。官位は従五位下、大和守。幼名は千吉。通称は内蔵助。

## 経歴
寛延元年（1748年）、先代藩主で兄の俊能が死去したため、その跡を継いだ。公家の接待役を務めたという。俊量の男児2人はいずれも早世していたため、同族の備中足守藩主・木下利忠の娘を養女とし、これに宇都宮藩主・戸田忠余の息子俊胤を結婚させ養嗣子とした。
明和5年（1768年）7月29日、40歳（または43歳）で死去し、跡を俊胤が継いだ。法号は霊詳院。墓所は東京都港区高輪の泉岳寺。

## 系譜
父母
- 木下俊量（実父）
- 黒川氏 - 側室（実母）
- 木下俊能（養父）

正室
- 土岐頼稔の娘

養子、養女
- 木下俊胤 - 戸田忠余の六男
- 於久 - 木下俊胤正室、木下利忠の娘